# Cepora nadina
Cepora nadina, ou gaivota menor, é uma borboleta pequena e de tamanho médio da família Pieridae, isto é, as amarelas e brancas; elas são nativas do Sri Lanka, Índia, Myanmar, Hainan e do sudeste da Ásia.

## Subespécies
Subespécies são:
- C. n. nadina (de Sikkim à Indochina, Tailândia, sul de Yunnan)
- C. n. remba Moore, 1857 (sul da Índia)
- C. n. Cingala Moore, 1905 (Sri Lanka)
- C. n. Andmana Swinhoe, 1889 (Andamans)
- C. n. Andersoni (Distante, 1885) (Malásia Peninsular)
- C. n. fawcetti (Butler, 1899) (Sumatra)
- C. n. eunama (Fruhstorfer, 1908) (Taiwan)
- C. n. hainanensis (Fruhstorfer, 1913) (Hainan)